# Nationalisme serbe
Le nationalisme serbe est un phénomène politique apparu à la fin du XVIIIe siècle et au début du XXe siècle. Lors de l'élection présidentielle serbe de 2017, le Parti radical serbe, mouvement nationaliste de droite, est arrivé cinquième avec 4 % des voix.

## Présentation

Les nationalités dans l'espace de l'ex-Yougoslavie, en 2008

En raison de ses composantes diverses, qui mêlent des données historiques, ethniques, culturelles et religieuses, auxquelles s'ajoutent aujourd'hui des considérations d'ordre socio-économique, voire géopolitique, le nationalisme serbe est un phénomène complexe. De plus, ce phénomène n'est pas limité aux frontières de l'actuelle Serbie. L'évolution historique de l'ex-Yougoslavie, qui a abouti à l'indépendance de la Slovénie,  de la Croatie, de la Bosnie-Herzégovine, de la Macédoine du Nord et du Monténégro ont fait que de nombreuses populations serbes vivent en dehors de l'actuelle république de Serbie, par exemple dans la république serbe de Bosnie, intégrée dans l'actuelle Bosnie-Herzégovine, ou, autrefois, dans l'éphémère république serbe de Krajina, en Croatie. Symétriquement, des populations non serbes sont parfois majoritaires dans telle ou telle région de Serbie, par exemple les Bosniaques dans la municipalité de Novi Pazar ou les Albanais dans la municipalité de Preševo.

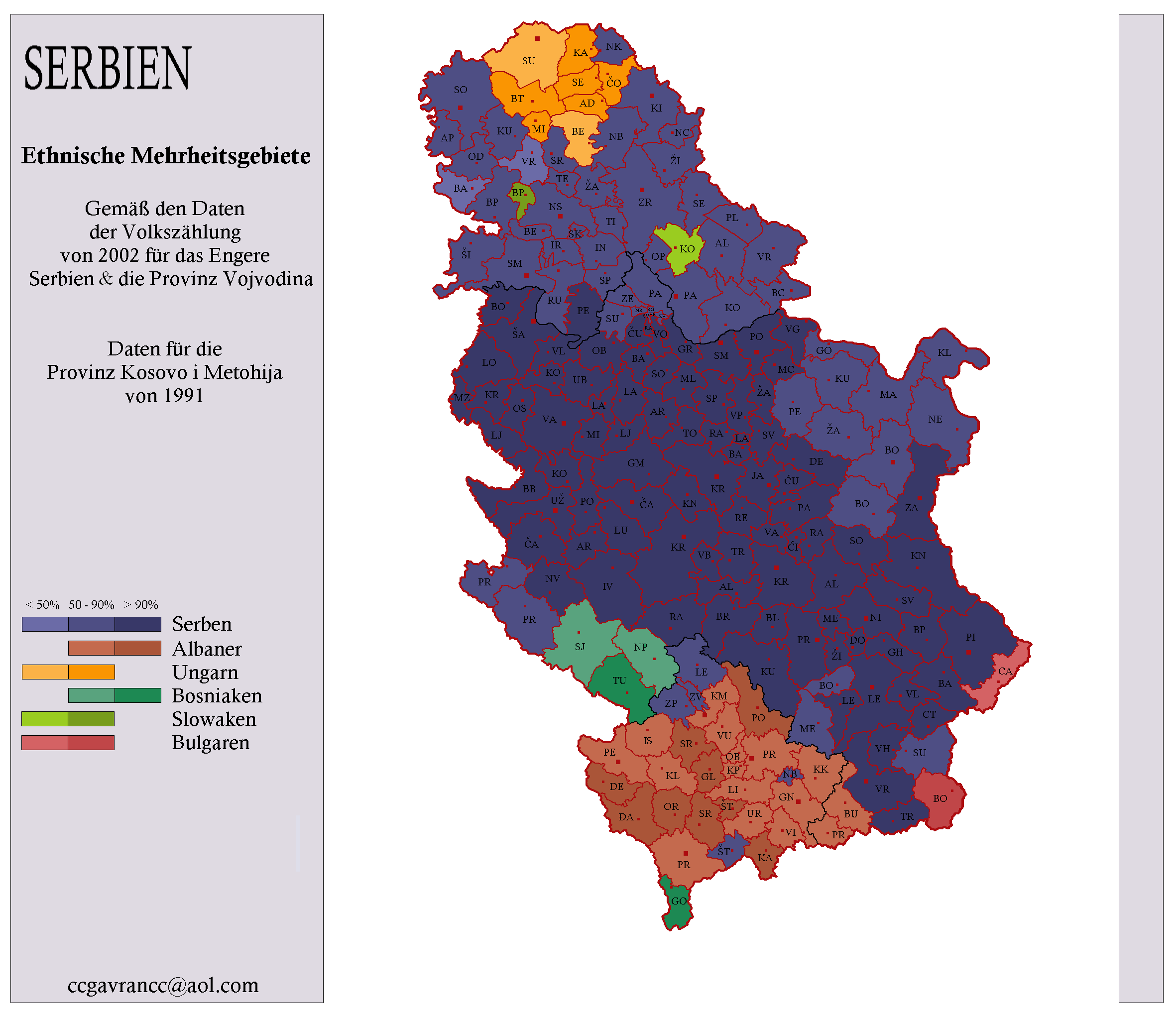
Les nationalités en Serbie, recensement de 2002

Reste que le sentiment nationaliste serbe actuel s'oriente autour de deux axes fondamentaux. D'abord, la répartition d'un même peuple, le peuple serbe, dans cinq États différents, issus de l'éclatement progressif de l'ex-Yougoslavie est ressentie comme une injustice. En 1993, Vuk Drašković, président du Mouvement serbe du renouveau, un mouvement royaliste, affirmait : « Un peuple dans cinq États, ce n'est pas possible. Et la Serbie démocratique sera, par conséquent, le pivot de l'unification de tous les territoires serbes ». La question du Kosovo constitue le deuxième centre de cristallisation du nationalisme serbe. Cette province est considérée par beaucoup de Serbes comme le centre historique et religieux de leur pays, au point qu'elle est parfois décrite comme « la Jérusalem serbe »,. À l'exception de trois municipalités — celles de Leposavić, Zvečan et Zubin Potok —, les populations albanaises y sont majoritaires ; de ce fait, les nationalistes albanais y « dénoncent une situation de type colonial ». 
La guerre du Kosovo, qui a eu lieu en 1999, a montré à quel point les tensions nationalistes étaient extrêmes. En 1999, le journaliste Jean-Arnault Dérens écrivait à ce propos : « Le Kosovo constitue bien le nœud critique du nationalisme serbe ». En 2008, l'indépendance annoncée du Kosovo, qui pourrait être reconnue par la communauté internationale, continue d'alimenter le nationalisme serbe ; d'autant plus que, selon les propos de Michel Foucher, ancien ambassadeur de France, si « la communauté internationale a toujours accepté l’indépendance de régions qui étaient auparavant des entités administratives », « elle refusera que les Serbes de Bosnie, prenant pour exemple le Kosovo, demandent soit l’indépendance soit leur rattachement à la Serbie ». Cette position internationale est considérée comme une injustice par les Serbes. C'est ainsi que Tomislav Nikolić, dans une entrevue accordée au journal de Bosnie-Herzégovine Dnevni avaz, se prononçait en faveur de l'indépendance de la république serbe de Bosnie (Republika sprska) et déclarait : « La Résolution 1244 avait-elle prévu que le Kosovo ferait partie de la Serbie ? Oui ! Le Kosovo peut-il être indépendant aujourd’hui ? Oui, parce que les Albanais veulent l’indépendance… Alors pourquoi ne la donnerait-on pas également aux Serbes ? ». C'est le même paradoxe que souligne le géopolitologue Pascal Boniface, directeur de l'Institut de relations internationales et stratégiques (IRIS) : « Il y a bien une contradiction dans l'attitude des Occidentaux. Ils acceptent l'indépendance du Kosovo, officiellement au nom du droit des peuples à disposer d'eux-mêmes. Mais ils ne veulent pas accorder aux Serbes bosniaques [ndlr: Serbes bosniens] le même droit à l'indépendance au nom du maintien de la souveraineté de la Bosnie ni aux Serbes du Kosovo au nom de son intégrité territoriale ».

## Historique

L'empire serbe à l'époque de Stefan Dušan (XIVe siècle)

À partir du XVe siècle, la majeure partie de l'actuel territoire de la Serbie passa sous le contrôle de l'Empire ottoman. Par la suite et jusqu'au XIXe siècle, la conscience nationale serbe fut entretenue par les traditions familiales, par les chansons populaires et par des récits épiques célébrant la grandeur de la Serbie au temps des Nemanjić. L'Église orthodoxe serbe joua un rôle important dans la conservation de la culture serbe. Dans les dernières décennies du XVIIIe siècle, des livres d'histoire furent rédigés, comme l'Histoire de la Serbie de Jovan Rajić (1794). Né de la lutte des Serbes contre l'occupation ottomane, le nationalisme serbe s'est ainsi nourri du souvenir de la puissance des États serbes médiévaux.

### DuXIXesiècleau début duXXesiècle

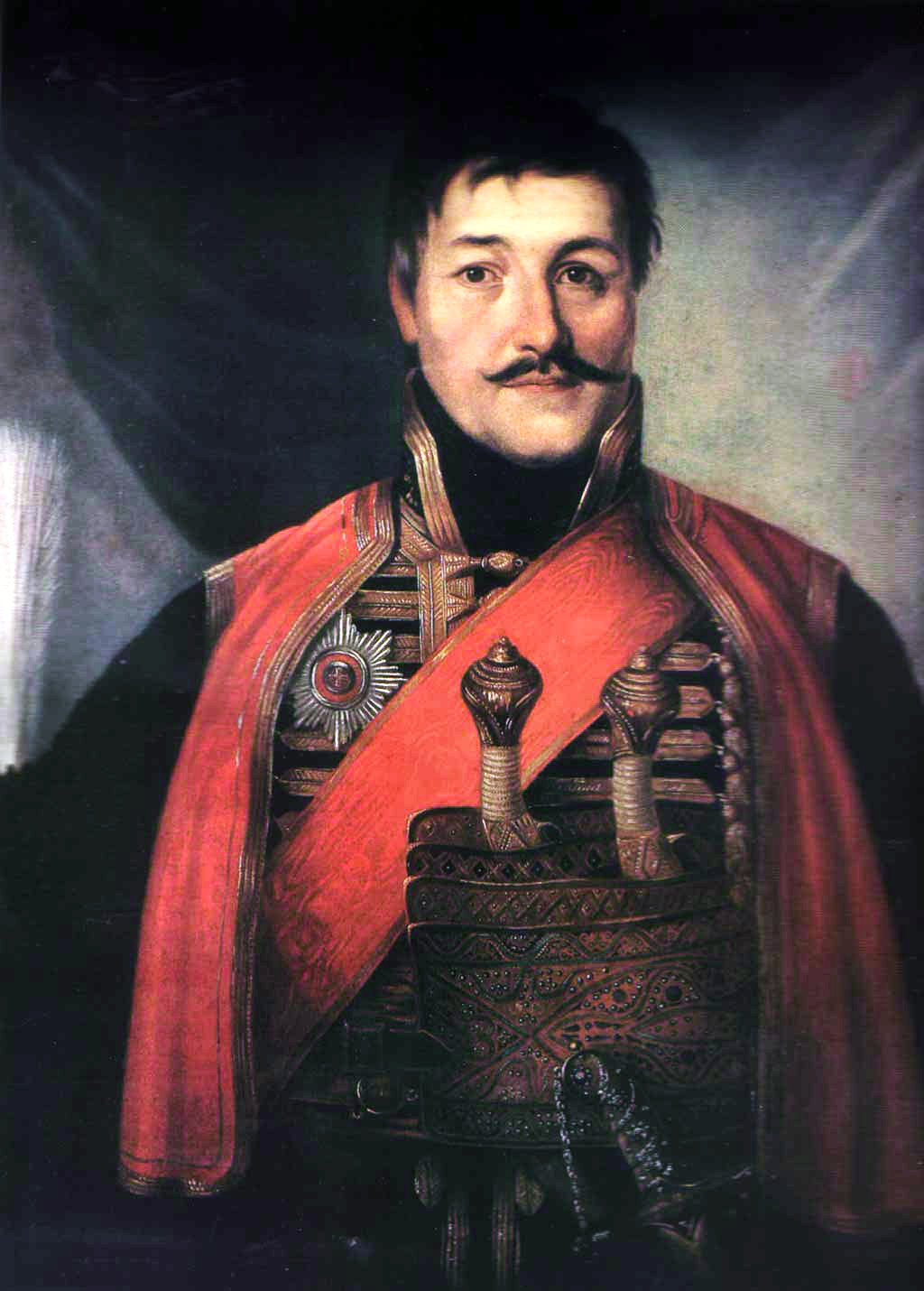
Vladimir Borovikovsky, Portrait de Karađorđe, 1816

Au début du XIXe siècle, l'affranchissement vis-à-vis des Ottomans fut progressivement obtenu par la première révolte serbe contre les Turcs (1804-1813), conduite par Karageorges, puis par une seconde (1815), conduite par Miloš Obrenović. La première rébellion serbe est parfois analysée comme « l'aube du nationalisme dans les Balkans ». En tout cas, dans la suite de l'histoire, ces deux soulèvements historiques devinrent à leur tour une composante importante du nationalisme serbe. Progressivement construit, l'État serbe moderne, dont Belgrade ne devint la capitale qu'en 1867, était loin d'englober tous les territoires habités par des Serbes.
Une partie d'entre eux restaient les sujets de la Sublime Porte, d'autres, par exemple dans l'actuelle province autonome de Voïvodine, étaient sujets de l'empire d'Autriche. Les deux dynasties princières serbes des Karađorđević et des Obrenović, en rivalité politique sur bien des sujets, s'accordaient autour d'une réunion dans un même État de tous les Serbes, ce qui impliquait un contrôle sur l'Herzégovine, la Bosnie, la Rascie et la « Vieille Serbie » (Kosovo, Métochie, Macédoine du nord et de l'ouest).
En 1844, le nationalisme serbe trouva une de ses formulations politiques les plus explicites dans un mémorandum confidentiel adressé au prince Alexandre Karađorđević par Ilija Garašanin, alors Ministre des Affaires intérieures de la principauté de Serbie ; ce rapport confidentiel, connu sous le nom de Načertanije (« esquisse »), préconisait de dépasser les buts de l'« austroslavisme » pour réunir les Slaves du sud (autres que les Bulgares) à l'intérieur d'une « Grande Serbie ». Selon l'historien Dušan T. Bataković, « Toutes les tentatives ultérieures d'établir un programme national prendront l'« esquisse » de Garašanin comme point de départ et seront, en fait, des versions modernisées de ce document ». À la fin du XIXe siècle et au début du XXe siècle, ce concept de Grande Serbie fut notamment repris par Nikola Pašić, l'un des artisans de la ligue balkanique de 1912.

### Première Guerre mondiale et période monarchique

En bleu le projet « austroslaviste » de Heinrich Hanau (1905).

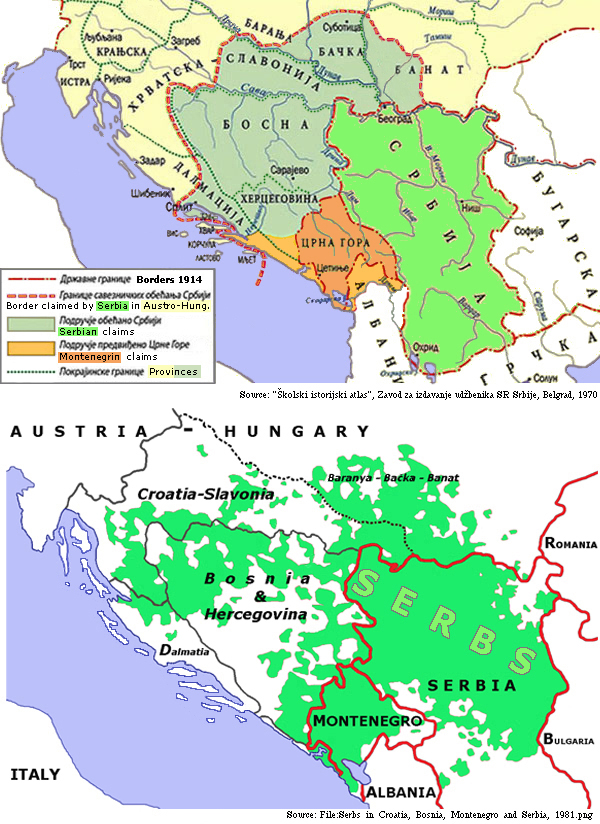
Les buts de guerre irrédentistes de la Serbie et du Monténégro dans la Première Guerre mondiale : réunir tous les Serbes en un seul État.

Pendant la Première Guerre mondiale, alors que l'Autriche-Hongrie vise à soumettre définitivement la Serbie dans le cadre de sa « marche vers Salonique » dans les Balkans, la Serbie et le Monténégro pour leur part visent à réunir tous les Serbes, y compris ceux d'Autriche-Hongrie, sous leurs deux sceptres. À mesure que l'Autriche-Hongrie s'affaiblit (bien qu'elle ait occupé la quasi-totalité du territoire serbe), cette revendication s'élargit aux Croates et aux Slovènes.
Ceux-ci n'espéraient plus rien de l'« austroslavisme » prônant la création, sous le sceptre des Habsbourg, d'une troisième entité regroupant la Carniole, Trieste, l'Istrie, le sud de la Styrie, le royaume triunitaire de Croatie-Slavonie-Dalmatie et le condominium de Bosnie-Herzégovine. En effet, tant les cercles conservateurs de Vienne que la noblesse hongroise y étaient farouchement opposés (alors que l'archiduc François-Ferdinand assassiné à Sarajevo le 28 juin 1914, y avait été favorable). De ce fait, Slovènes et Croates se rallièrent à l'idée d'un « royaume des Serbes, Croates et Slovènes » sous le sceptre du roi Pierre Ier de la dynastie serbe Karageorgevitch, royaume qui commença son existence en 1918 puis adopta le nom de Yougoslavie par la suite.
Au sein de ce royaume, une partie des Croates, surnommés oustachis (« combattants ») s'opposa à la dynastie Karageorgevitch et à sa politique centralisatrice concrétisée à travers la création de nouvelles « banovines » en 1929 : il y eut des attentats, dont celui contre le roi Alexandre Ier (d'ailleurs commis par un bulgare), mais globalement la cohésion du royaume ne fut pas remise en cause jusqu'à la     Seconde Guerre Mondiale

### Seconde Guerre mondiale
En 1941, la Yougoslavie est envahie et occupée par les troupes de l'Axe et de ses alliés Hongrois. Le pays est alors démembré : deux états fantoches, le « royaume sans roi de Croatie » et la « Serbie résiduelle » sont mis en place ; une partie de la Dalmatie, le Monténégro et le Kosovo passent sous protectorat italien, la Slovénie est partagée entre l'Italie fasciste, l'Allemagne nazie et la Hongrie qui annexe aussi le Baranya et la Bačka, tandis que la Bulgarie annexe la Macédoine du Nord. En Croatie, les Serbes et les Roms sont identifiés puis massacrés dans le cadre de la politique de nettoyage ethnique pratiquée par les Oustachis au pouvoir. Quant à la Serbie occupée, elle est dirigée par un collaborateur serbe : Milan Nedic.

### Période communiste
En république fédérative socialiste de Yougoslavie, le Parti communiste unique « gela » toutes les revendications nationalistes dont celle de la « Grande Serbie » mais après la mort du dirigeant communiste Josip Broz Tito, l'état fédéral s'affaiblit et des leaders nationalistes émergèrent : Slobodan Milošević (serbe), Alija Izetbegović (bosniaque), Franjo Tuđman (croate), Milan Kučan (slovène), Kiro Gligorov (macédoslave) et Ibrahim Rugova (albanais du Kosovo). Leurs choix politiques enclenchèrent un processus de dislocation de la fédération qui aboutit aux guerres de Yougoslavie, et sept États indépendants de taille modeste finiront par en émerger.

### Après Tito
Le maréchal, chef du Parti communiste unique et dictateur indiscuté Tito concentrait de tels pouvoirs qu'à lui seul, il « personnifiait l'unité du pays ». Sa mort le 4 mai 1980 inaugura une période d'instabilité dans le pays, désormais miné par des tendances centrifuges. Le régime résista cepenant encore une décennie. Le premier signe de délitement, le 16 mars 1981, fut l'incendie du Patriarcat de Peć, centre historique de l'Église orthodoxe serbe, alors que des étudiants albanais du Kosovo, qui selon le gouvernement de Belgrade auraient été « soutenus par l'Albanie », manifestaient à Priština, réclamant le statut de république fédérée pour la région autonome serbe du Kosovo. Cet incendie inaugura une période difficile pour les Serbes de la province, parfois maltraités. En 1986, un document connu sous le nom de Mémorandum, émanant de l'Académie serbe des sciences et des arts, fut publié dans la presse. On pouvait y lire la déclaration suivante : « Le génocide physique, politique, juridique et culturel de la population serbe au Kosovo et en Métochie représente la plus grande défaite de la Serbie dans les luttes qu'elle a menées depuis Orašac en 1804 jusqu'à l'insurrection de 1941 ». Cette publication est souvent considérée comme le signal d'un réveil du nationalisme serbe. Le politologue Jacques Rupnik y voit la transformation d'un « nationalisme défensif » ou « nationalisme du ressentiment », celui qui s'indigne du sort réservé au Serbes du Kosovo, à un « nationalisme agressif » qui aboutit à la « légitimation de la violence ».
L'historien Dušan T. Bataković, quant à lui, voit dans la publication du Mémorandum une « usurpation policière », une « fraude », une tentative de la part du régime communiste de « compromettre un groupe d'académiciens qui se trouvaient à la tête du comité de défense des droits de l'homme et des libertés publiques ». Dobrica Ćosić, homme politique et écrivain serbe de premier plan, membre de l'Académie, futur président de la république fédérale de la Yougoslavie non communiste, est parfois décrit comme « l'homme de Tito et de Milošević, qui a joué un rôle non négligeable dans l'avènement de cette folie nationale » que furent les guerres de Yougoslavie. Les admirateurs de Ćosić le considèrent comme le « Père de la Nation serbe » en raison de son engagement nationaliste. Dans L'Effondrement de la Yougoslavie, l'auteur du Temps de la mort, reconnaît ce jugement et le nuance : « [J'ai] sans doute favorisé par [mes] romans l'éveil de la conscience nationale et sociale de [mon] peuple. Mais cette conscience était toujours libératrice et démocratique. Je ne me suis jamais intéressé à une politique si obscure qu'on puisse me traiter de nationaliste ; je considère le nationalisme comme une idéologie néfaste pour n'importe quel peuple ; j'y vois un grand malheur pour notre région et notre temps » ; dans le même ouvrage, il se définit lui-même comme animé par un « patriotisme humaniste et démocratique ».

### La période Milošević
Slobodan Milošević, chef du Parti socialiste de Serbie, qui était l'héritier de la Ligue des communistes de Yougoslavie de Tito, apparaît comme un des représentants les plus extrêmes du nationalisme serbe. Faisant de « la lutte du peuple serbe pour sa survie » un des axes majeurs de sa politique, il utilisa le sentiment national serbe et contribua à attiser ce nationalisme, le cristallisant notamment autour de la question du Kosovo. À ce propos, Jacques Rupnik affirme : « En 1989, alors que le communisme vacillait dans toute l'Europe de l'Est, le Kosovo devint le catalyseur d'une stratégie de préservation du régime ». De fait son régime, qu'il « n'est pas aisé de classer dans une des catégories conventionnelles de la science politique », a souvent été qualifié de « national communiste »,. De son côté, Sonja Biserko, membre du Comité Helsinki pour les droits de l'homme en Serbie, voit dans l'idéologie de Milošević un « nationalisme de gauche ». En ce sens, il aurait effectué « la synthèse d'un héritage communiste […] et d'une idéologie nationaliste ».

## XXIesiècle

### Les élections législatives serbes de 2007 et leurs suites
Aux élections législatives du 21 janvier 2007, le Parti radical serbe de Vojislav Šešelj, souvent considéré comme un des partis les plus nationalistes du pays[réf. nécessaire], obtient 1 152 854 voix, soit 28,7 % des suffrages ; il est de fait le premier parti de l'Assemblée nationale de Serbie. Après des tractations politiques difficiles, le 7 mai 2008, Tomislav Nikolić, (Aujourd'hui du Parti Progressiste Serbe), est élu président de l'Assemblée avec 144 voix sur 244. Le 23 mai 2007, il fut remplacé par Oliver Dulić, soutenu par 136 députés appartenant à une coalition formée par le Parti démocratique et comprenant également le Parti démocratique de Serbie, le parti G17 Plus, des « députés de Voïvodine » et les représentants des minorités nationales.
Aux mêmes élections, le Mouvement des vétérans de Serbie, composé d'anciens soldats des guerres de Yougoslavie et dirigé par Željko Vasiljević avait obtenu un siège au Parlement de Serbie, sur une liste commune avec le Parti socialiste de Serbie, héritier politique du Parti communiste de Yougoslavie. En mai 2007, Željko Vasiljević annonça la création de la Garde du saint empereur Lazar, ainsi nommée en souvenir du prince Lazar Hrebeljanović qui avait lutté contre les Ottomans à la bataille de Kosovo Polje en 1389. Cette unité prit comme emblème un loup en colère, ancien symbole de l'Unité pour les opérations spéciales commandée par Željko Ražnatović, augmenté d'une carte du Kosovo. Au moment de la création du groupe, Željko Vasiljević affirma que ce serait « la première milice chrétienne en uniforme » du pays. Décrite comme une organisation paramilitaire, la Garde est considérée, au même titre que l'Armée nationale albanaise, comme un « groupe terroriste » par la communauté internationale.

### L’élection présidentielle de 2008 et ses suites
Lors de l'élection présidentielle serbe de 2008, le candidat Tomislav Nikolić, du Parti radical serbe, a souvent été présenté par la presse internationale comme un candidat « ultra-nationaliste » (en septembre 2008, Tomislav Nikolić a quitté le Parti radical serbe pour fonder son propre parti politique le Parti progressiste serbe, parti de droite favorable à l'UE), tandis que le Président sortant Boris Tadić, chef du Parti démocratique, a été présenté comme un candidat « pro-européen ». Boris Tadić a ainsi déclaré : « L’intégration européenne est notre seule voie. Ne permettez pas le retour du pays dans le noir des années 90 ». Dans le contexte d'une indépendance annoncée du Kosovo, Tomislav Nikolić, a obtenu 2 129 403 voix au second tour du scrutin, soit 47,71 % des suffrages. Dans une entrevue accordée au journal de Bosnie-Herzégovine Dnevni avaz, Nikolić affirmait : « La Serbie n’abandonnera jamais le Kosovo et la Métochie ». Mais, commentant le scrutin du premier tour, le politologue Jacques Rupnik précisait : « La politique serbe ne se divise pas entre nationalistes et démocrates européens, mais représente plutôt un continuum de nationalismes allant des plus radicaux (le Parti radical de Vojislav Šešelj et Nikolic) aux plus modérés (le Parti démocrate de Tadic). […] Tous [les partis politiques] partagent la même intransigeance sur le Kosovo ». De fait, un seul candidat sur les neuf en lice, Čedomir Jovanović, chef du Parti libéral démocrate, s'est officiellement prononcé en faveur de l'indépendance du Kosovo ; il a obtenu 219 689 voix, soit 5,34 des suffrages. Le 20 janvier 2008, dans un entretien accordé au journal Le Monde, évoquant les électeurs de Vojislav Koštunica, l'actuel Premier ministre du gouvernement de la Serbie, Tomislav Nikolić affirmait : « Sa popularité baisse et la mienne augmente. Mais ses électeurs savent que nos politiques sont proches. Donc, je ne l'attaque pas ».

## Parti et mouvements nationalistes serbes

### Actifs
- Action serbe
- Parti radical serbe
- Mouvement 1389
- Mouvement Dveri
- Conseil de l'unité serbe (en)

### Inactifs
- Tchetniks
- ZBOR
- Obraz
- Nacionalni stroj
- Parti de l'unité serbe

## Personnalités
- Gavrilo Princip
- Dimitrije Ljotić
- Draza Mihailović
- Dobroslav Jevđević
- Momčilo Đujić
- Milan Nedić
- Kosta Pećanac
- Vojislav Šešelj
- Slobodan Milosević